# Dolores Castillo
Dolores Castillo (Montevideo, Uruguay, 1920-1991) là một nhà báo, nữ giáo sư triết học và nhà hoạt động công đoàn người Uruguay .

## Tiểu sử
Năm 1939, Dolores kết hôn với Francisco Rial, người mà cô có ba đứa con. Cả hai sẽ tổ chức các sự kiện văn hóa và các buổi hòa nhạc tại nhà của họ bao gồm các tài năng của Nybia Mariño, Esther de Cáceres và Abel Carlevaro và những người khác . Dolores sau đó ly thân với Rial, điều này không gây khó chịu cho phụ nữ trong những năm 1940. Nuôi ba đứa con làm mẹ đơn thân là một nỗ lực không mệt mỏi và cô đã làm như vậy trong khi làm việc với nhiều nghề toàn thời gian.
Castillo học tại Đại học de Mujeres và trở thành giáo sư triết học. Năm 1949, cùng với một nhóm giáo viên, cô đã thành lập Học viện Nghệ thuật (IPA), do Tiến sĩ Antonio M. Grompone chỉ đạo, với mục tiêu cung cấp đào tạo kỹ thuật sư phạm và kỹ thuật chuyên ngành cho các giáo viên secensearia của enseñanza. Enseñanza secundaria hoặc 'giáo dục trung học' có thể so sánh với giáo dục trung học ở Hoa Kỳ mặc dù giáo viên được yêu cầu phải hoàn thành một nền giáo dục tương tự như bằng thạc sĩ.
Sau đó, vào năm 1956, Dolores tiếp tục giảng dạy tại Học viện Alfredo Vázquez Acevedo (IAVA), trở thành nữ giáo sư duy nhất tại tổ chức này. Cô đã tích cực tham gia vào hiệp hội giáo viên và là thành viên của Zonta International, một tổ chức quốc tế với mục tiêu trao quyền cho phụ nữ bằng cách cung cấp cho họ học bổng, giáo dục và cải thiện điều kiện tại nơi làm việc.